# روز هیولا
روز هیولا (اسپانیایی: El día de la Bestia‎) فیلمی در ژانر کمدی ترسناک به کارگردانی الکس دل‌ایگلسیا است که در سال ۱۹۹۵ منتشر شد.

## بازیگران
- آلکس آنگولو
- ماریا گراتزیا کوچینوتا
- سانتیاگو سگورا
- گران ویومینگ
- آنتونیو د لا توره
- خورخه گریکائچه‌باریا
- ناتالی سسنیا
- خائیمه بلانچ
- جیمی بارناتان